# Luca Graf (Unihockeyspieler)
Luca Graf (* 16. Dezember 1990 in der Schweiz) war ein Schweizer Unihockeyspieler, welcher beim NLA-Verein  Floorball Köniz unter Vertrag stand.

## Karriere

### Verein
Graf spielte seine Juniorenzeit beim UHC Gürbetal RK Belp. Zur Saison 2009/10 wechselte er in den Nachwuchs von Floorball Köniz (FBK). Nach einer Saison in der U21-Mannschaft wurde er 2010/11 in das Kader der ersten Mannschaft integriert. In der Swiss Mobiliar League konnte er sich nach Anfangsschwierigkeiten zum Stammspieler in der Verteidigung etablieren. In seiner zweiten Saison konnte er sich mit FBK in der Meisterschaft für den Final qualifizieren. Nach sechs Spielen unterlag Köniz jedoch den Alligatoren aus Malans.
2016 konnte er mit Floorball Köniz vor 3200 Zuschauern den Cupfinal gewinnen.
Der spielstarke Verteidiger setzte in der Saison 2013/2014 seine noch junge Unihockeykarriere beim schwedischen Superligan-Aufsteiger Växjo Vipers fort. Mit dem Aufsteiger erreichte er auf Anhieb die Play-offs – im Viertelfinal gegen den späteren Meister waren die Vipers dann chancenlos. Mit neu gesammelten Erfahrungen kehrte der Verteidiger zurück zu Floorball Köniz.
Nach der erfolgreichen Saison 2015/16 wechselte der offensive Defensivspieler zum Grasshopper Club Zürich. Er wurde direkt zum Captain der Mannschaft ernannt. Mit den Grasshoppers gewann er in der ersten Saison den Schweizer Cup. Er lieferte in der 52. Spielminute den Assist zum Siegestor durch Emil Julkunen. Insgesamt konnte er drei Scorerpunkte sammeln.
Nach vier Saisons beim Grasshopper Club Zürich wechselte Graf zur Saison 2020/21 zum Ligakonkurrenten Zug United. Der Berner unterschrieb in Zug einen mehrjährigen Leistungsvertrag.
Am 9. April 2021 verkündete Zug United den Abgang von Luca Graf in die SSL zu IK Sirius IBK. Er machte Gebrauch von einer Ausstiegsklausel, die ihm ermöglichte, für ein Jahr in Schweden zu spielen.

### Nationalmannschaft

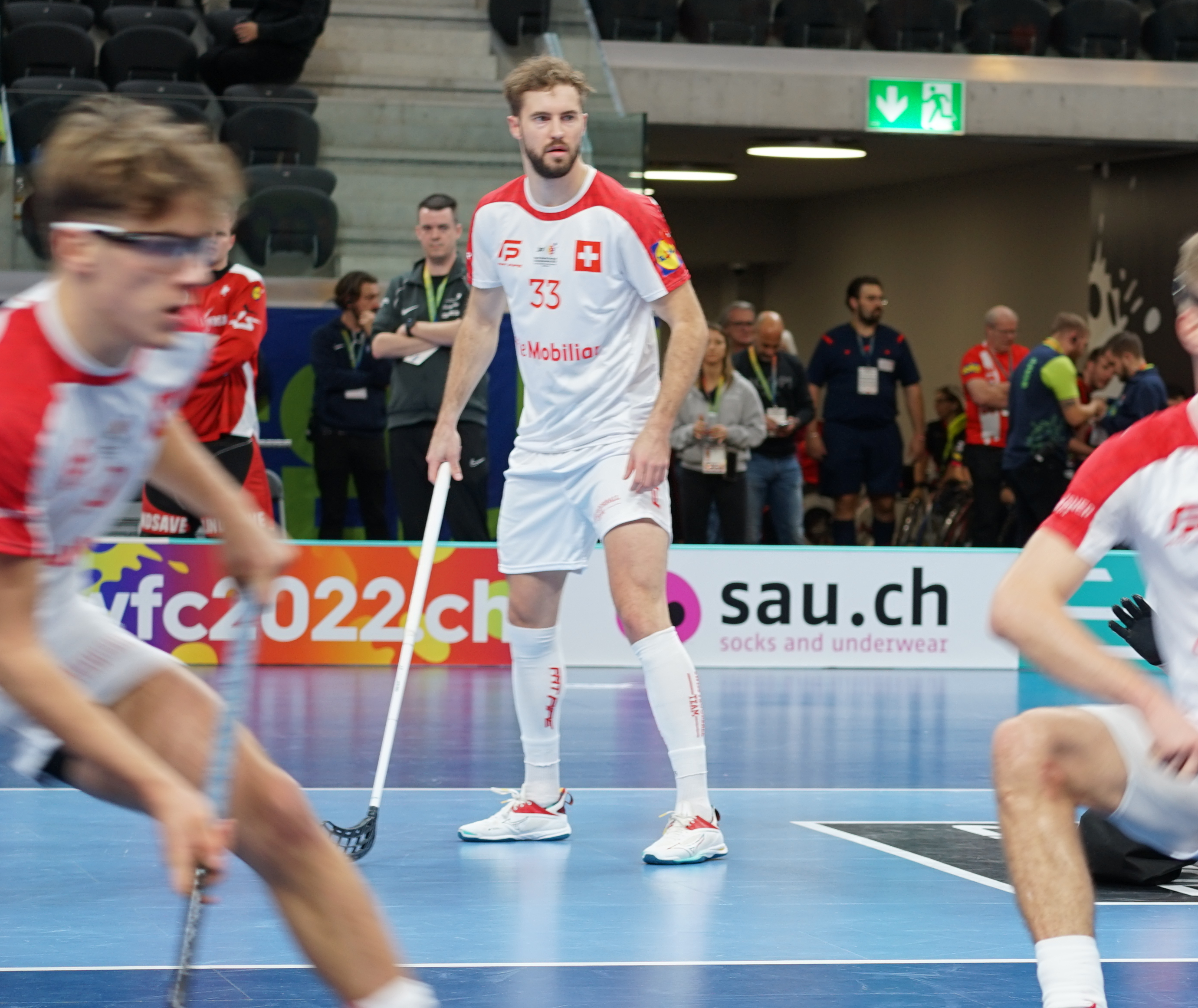
Graf an der WM 2022

Graf gab am 2. Februar 2013 sein Debüt für die Schweizer Unihockeynationalmannschaft. Bei der 5:8-Niederlage gegen Tschechien lieferte er in der 55. Spielminute den Assist zum fünften Schweizer Tor. Seit 2013 zählt er zum Stammspieler in der Schweizer Verteidigung.
Er nahm mit der Schweizer Nationalmannschaft an den Weltmeisterschaften 2014 und 2016 teil.

## Erfolge

### Floorball Köniz
- Schweizer Vize-Meister: 2013, 2016
- Schweizer Cup: 2016

### Grasshopper Club Zürich
- Schweizer Cup: 2017